# Крістіан Гоффманн
Крістіан Гоффманн  (нім. Christian Hoffmann; нар. 22 грудня 1974) — австрійський лижник, олімпійський чемпіон.

## Виступи на Олімпіадах
| Олімпіада           | Дисципліна         | Місце |
| ------------------- | ------------------ | ----- |
| Нагано 1998         | 50 км              | 3     |
| Нагано 1998         | естафета 4 × 10 км | 9     |
| Солт-Лейк-Сіті 2002 | 30 км              | 1     |
| Солт-Лейк-Сіті 2002 | естафета 4 × 10 км | 4     |